# فوزي كونين
فوزي كونين (بالإنجليزية: Vusi Kunene)‏ (مواليد 12 أبريل 1966)، هُو مُمثل جنوب أفريقي.

## وصلات خارجية
- فوزي كونين في قاعدة بيانات الأفلام على الإنترنت